# John Knox
John Knox (Haddington, Reino de Escocia, 1514-Edimburgo, Reino de Escocia, 24 de noviembre de 1572) fue un predicador protestante escocés, líder de la Reforma Escocesa y considerado el fundador de la Iglesia Presbiteriana de Escocia. Influido por los primeros reformadores, como George Wishart, se unió al movimiento reformador de la Iglesia escocesa. Estuvo involucrado en los eventos eclesiásticos y políticos relacionados con la muerte de David Beaton en 1546 y en la intervención de la regente de Escocia, María de Guisa. Fue hecho prisionero por las fuerzas francesas al año siguiente, y tras su puesta en libertad en 1549 se exilió a Inglaterra. Es reconocido como el Padre de la Reforma Protestante en Escocia.
Nacido en Giffordgate, se cree que Knox se educó en la Universidad de St. Andrews y trabajó como notario-sacerdote. Influido por los primeros reformadores escoceses, como George Wishart, se unió al movimiento para reformar la iglesia escocesa. Se vio involucrado en los acontecimientos eclesiásticos y políticos que resultaron en el asesinato del cardenal David Beaton en 1546 y la intervención de la regente de Escocia, María de Guisa, una noble francesa. El año siguiente fue hecho prisionero por las fuerzas francesas y exiliado a Inglaterra en su liberación en 1549.
Mientras estuvo en el exilio, Knox recibió la licencia para trabajar en la Iglesia de Inglaterra, donde se alzó en las filas para servir al rey Eduardo VI de Inglaterra como capellán real. Ejerció una influencia reformadora en el texto del Libro de Oración Común. En Inglaterra, conoció y se casó con su primera esposa, Margery Bowes. Cuando María Tudor ascendió al trono de Inglaterra y restableció el catolicismo romano, Knox se vio obligado a renunciar a su cargo y abandonar el país. Knox se mudó a Ginebra y luego a Fráncfort. En Ginebra, conoció a Juan Calvino, de quien obtuvo experiencia y conocimientos de teología reformada y política presbiteriana. Él creó un nuevo orden de servicio, que finalmente fue adoptado por la Iglesia de Escocia. Abandonó Ginebra para dirigir la iglesia de refugiados ingleses en Fráncfort, pero se vio obligado a abandonar las diferencias relativas a la liturgia, lo que puso fin a su asociación con la Iglesia de Inglaterra.
A su regreso a Escocia, Knox dirigió la Reforma protestante de Escocia en asociación con la nobleza protestante escocesa. El movimiento puede ser visto como una revolución, ya que condujo al derrocamiento de María de Guisa, que gobernaba el país en nombre de su hija pequeña María, reina de Escocia. Knox ayudó a escribir la nueva confesión de fe y el orden eclesiástico para la recién creada iglesia reformada, "la Kirk". Continuó sirviendo como el líder religioso de los protestantes durante todo el reinado de María. En varias entrevistas con la Reina, Knox la reprendió por apoyar las prácticas católicas. Cuando fue encarcelada por su presunto papel en el asesinato de su esposo, Enrique Estuardo, Lord Darnley, y el Rey Jacobo VI fue entronizado en su lugar, Knox pidió abiertamente su ejecución. Continuó predicando hasta sus últimos días.

## Biografía

### Primeros años 1505-1546
Nació en algún momento entre 1505 y 1515 en o cerca de Haddington, la ciudad del condado de East Lothian. Su padre, William Knox, era un comerciante. Todo lo que se sabe de su madre es que su apellido de soltera era Sinclair y que murió cuando John Knox era un niño. Su hijo mayor, William, llevaba el negocio de su padre, lo que ayudó en las comunicaciones internacionales de Knox. Knox fue educado probablemente en la escuela de gramática en Haddington. En este tiempo, el sacerdocio era el único camino para aquellos cuyas inclinaciones eran académicas en lugar de mercantiles o agrícolas. Continuó sus estudios en la Universidad de St. Andrews o posiblemente en la Universidad de Glasgow. Estudió con John Major, uno de los más grandes eruditos de la época. Knox fue ordenado sacerdote católico en Edimburgo en la víspera de Pascua de 1536 por William Chisholm, obispo de Dunblane. Knox aparece por primera vez en los registros públicos como sacerdote y notario en 1540. Todavía cumplía estas funciones en 1543 cuando se describió a sí mismo como un "ministro del altar sagrado en la diócesis de St. Andrews, notario por autoridad apostólica "En escritura notarial“ de fecha 27 de marzo. En lugar de asumir deberes parroquiales en una parroquia, se convirtió en tutor de dos hijos de Hugh Douglas de Longniddry. También dio clases al hijo de John Cockburn de Ormiston. Ambos „lairds“ habían abrazado las nuevas ideas religiosas de la Reforma.

### Abraza la Reforma Protestante 1546-1547
Knox no registró cuándo ni cómo se convirtió a la fe protestante, pero tal vez las influencias formativas clave en Knox fueron Patrick Hamilton y George Wishart. Wishart era un reformador que había huido de Escocia en 1538 para escapar del castigo por herejía. Primero se mudó a Inglaterra, donde predicó en Bristol contra la veneración de la Virgen María. Se vio obligado a hacer una retractación pública y fue quemado en efigie en la iglesia de San Nicolás como un signo de su abjuración. Luego se refugió en Alemania y Suiza. Mientras se encontraba en el continente, tradujo la Primera Confesión Helvética al inglés. Regresó a Escocia en 1544, pero el momento de su regreso fue desafortunado. En diciembre de 1543, James Hamilton, duque de Châtellerault, el regente designado para la infanta María, reina de Escocia, había decidido con la Reina Madre, María de Guisa y el cardenal David Beaton perseguir a la secta protestante que había echado raíces en Escocia. Wishart viajó por toda Escocia predicando a favor de la reforma y cuando llegó a East Lothian, Knox se convirtió en uno de sus socios más cercanos. Knox actuó como su guardaespaldas, portando un mandoble espada para defenderlo. En diciembre de 1545, Wishart fue capturado por orden de Beaton por el conde de Bothwell y llevado al Castillo de St. Andrews. Knox estuvo presente la noche de la detención de Wishart y se preparó para seguirlo al cautiverio, pero Wishart lo convenció para que no tomara esta decisión diciendo: "No, regresa con tus hijos y que Dios te bendiga. Uno es suficiente para un sacrificio". Wishart fue procesado posteriormente por el acusador público de herejes de Beaton, el archidiácono John Lauder. El 1 de marzo de 1546, fue quemado en la hoguera en presencia de Beaton.
Knox había evitado ser arrestado por Lord Bothwell merced al consejo de Wishart para volver a la tutoría. Se refugió con Douglas en Longniddry. Varios meses después, todavía estaba a cargo de los alumnos, los hijos de Douglas y Cockburn, que se cansaban de moverse de un lugar a otro mientras eran perseguidos. Jugó con la idea de huir a Alemania y llevarse consigo a sus alumnos. Mientras Knox seguía siendo un fugitivo, Beaton fue asesinado el 29 de mayo de 1546 en su residencia, el Castillo de St. Andrews, por una banda de cinco personas en venganza por la ejecución de Wishart. Los asesinos se apoderaron del castillo y, finalmente, sus familias y amigos se refugiaron con ellos, alrededor de ciento cincuenta hombres en total. Entre sus amigos estaba Henry Balnaves, un ex secretario de Estado en el gobierno, que negoció con Inglaterra el apoyo financiero de los rebeldes. Douglas y Cockburn sugirieron a Knox que llevara a sus hijos a la seguridad relativa del castillo para continuar su instrucción en la doctrina reformada. Knox llegó al castillo el 10 de abril de 1547. Los poderes de Knox como predicador llamaron la atención del capellán de la guarnición, John Rough. Mientras Rough predicaba en la iglesia parroquial sobre el principio protestante de la elección popular de un pastor, propuso a Knox a la congregación para ese cargo. A Knox no le gustó la idea. Según su propia cuenta, se echó a llorar y huyó a su habitación. Sin embargo, dentro de una semana estaba dando su primer sermón a una congregación que incluía a su antiguo maestro, John Major. Expuso el capítulo séptimo del Libro de Daniel, comparando al Papa con el Anticristo. Su sermón estuvo marcado por su consideración de la Biblia como su única autoridad y la doctrina de la justificación solo por la fe, dos elementos que permanecerían en su pensamiento durante el resto de su vida. Unos días después, se organizó un debate que le permitió exponer tesis adicionales, incluido el rechazo de la misa, el purgatorio y las oraciones por los muertos.

### Confinamiento en las galeras francesas 1547-1549
La capellanía de Knox en la guarnición del castillo no duraría mucho. Mientras que Hamilton estaba dispuesto a negociar con Inglaterra para detener su apoyo a los rebeldes y volver a poner el castillo bajo su control, María de Guisa decidió que solo podía ser tomado por la fuerza y pidió al rey de Francia, Enrique II, que interviniera. El 29 de junio de 1547, 21 galeras francesas se acercaron a St. Andrews bajo el mando de Leone Strozzi, antes de Capua. Los franceses sitiaron el castillo y forzaron la rendición de la guarnición el 31 de julio. Los nobles protestantes y otros, incluido Knox, fueron hechos  prisioneros y obligados a remar en las galeras francesas. Los esclavos de la galera fueron encadenados a bancos y remaron durante todo el día sin cambiar de postura, mientras que un oficial los vigilaba con un látigo en la mano. Navegaron a Francia y navegaron por el Sena a Ruan. Los nobles, algunos de los cuales tendrían un impacto más adelante en la vida de Knox, como William Kirkcaldy y Henry Balnaves, fueron enviados a varias prisiones de castillos en Francia. Knox y los otros esclavos de galeras continuaron a Nantes y se quedaron en el Loira durante todo el invierno. Fueron amenazados con torturas si no daban los signos apropiados de reverencia cuando se realizaba la misa en la nave. Knox relató un incidente en el que un escocés —posiblemente él mismo, ya que solía narrar anécdotas personales en tercera persona— debía mostrar su devoción a una imagen de la Virgen María. Al prisionero le dijeron que le diera un beso de veneración. Él se negó y cuando la imagen se acercó a su rostro, el prisionero tomó la imagen y la arrojó al mar, diciendo: "Deje que la Virgen se salve a sí misma: es lo suficientemente ligera: que aprenda a nadar". Después de eso, según Knox, los prisioneros escoceses ya no se vieron obligados a realizar tales actos de devoción. En el verano de 1548, las galeras regresaron a Escocia para buscar barcos ingleses. La salud de Knox estaba ahora en su punto más bajo debido a la severidad de su confinamiento. Estaba enfermo de fiebre y otros en el barco temían por su vida. Incluso en este estado, recordó Knox, su mente permaneció aguda y consoló a sus compañeros prisioneros con la esperanza de ser liberados. Mientras los barcos estaban en alta mar entre St. Andrews y Dundee, las agujas de la iglesia parroquial donde predicaba aparecieron a la vista. James Balfour, compañero de prisión, le preguntó a Knox si reconocía el hito. Respondió que lo sabía bien, reconoció el campanario del lugar donde había predicado por primera vez y declaró que no moriría hasta que hubiera predicado allí de nuevo. En febrero de 1549, después de pasar un total de 19 meses en la prisión de galeras, Knox fue puesto en libertad. Es incierto cómo obtuvo su libertad. Más adelante en el año, Enrique II organizó con Eduardo VI de Inglaterra la liberación de todos los prisioneros restantes del castillo.

### Exilio en Inglaterra 1549-1554
Al ser puesto en libertad, Knox se refugió en Inglaterra. La Reforma en Inglaterra fue un movimiento menos radical que sus contrapartes continentales, pero había una brecha definitiva con Roma. El arzobispo de Canterbury, Thomas Cranmer, y el regente del rey Eduardo VI, el duque de Somerset, tenían una actitud decididamente protestante. Sin embargo, quedaba mucho trabajo por aportar ideas reformadas al clero y al pueblo. El 7 de abril de 1549, Knox recibió la licencia para trabajar en la Iglesia de Inglaterra. Su primer encargo fue en Berwick-upon-Tweed. Se vio obligado a usar el Libro de oración común, recientemente publicado, que mantenía la estructura del Rito Sarum al tiempo que adaptaba el contenido a la doctrina de la Iglesia reformada de Inglaterra. Knox, sin embargo, modificó su uso para concordar con el énfasis doctrinal de los reformadores continentales. En el púlpito predicaba doctrinas protestantes con gran efecto a medida que crecía su congregación.
En Inglaterra, Knox conoció a su esposa, Margery Bowes (murió c. 1560). Su padre, Richard Bowes (fallecido en 1558), era descendiente de una antigua familia de Durham y su madre, Elizabeth Aske, era la heredera de una familia de Yorkshire, los Askes de Richmondshire. Elizabeth Bowes conoció presumiblemente a Knox cuando estaba empleado en Berwick. Varias cartas revelan una estrecha amistad entre ellos. No se registra cuándo Knox se casó con Margery Bowes. Knox intentó obtener el consentimiento de la familia Bowes, pero su padre y su hermano Robert Bowes se oponían al matrimonio. Hacia el final de 1550, Knox fue nombrado predicador de la iglesia de San Nicolás en Newcastle upon Tyne. Al año siguiente fue nombrado uno de los seis capellanes reales que sirven al Rey. El 16 de octubre de 1551, John Dudley, primer duque de Northumberland, derrocó al duque de Somerset para convertirse en el nuevo regente del joven rey. Knox condenó el golpe de Estado en un sermón en el Día de Todos los Santos. Cuando Dudley visitó Newcastle y escuchó su sermón en junio de 1552, tuvo sentimientos encontrados sobre el predicador de la marca de fuego, pero vio a Knox como un activo potencial. Se le pidió a Knox que viniera a Londres a predicar ante la Corte. En su primer sermón, abogó por un cambio para la segunda edición del Libro de Oración Común. La liturgia requería que los fieles se arrodillaran durante la comunión. Knox y los otros capellanes consideraban esto como una idolatría. Se desencadenó un debate en el que el arzobispo Cranmer fue llamado a defender la práctica. El resultado final fue un compromiso en el que se incluyó en la segunda edición la famosa Rúbrica Negra, que declaraba que no se pretende la adoración mientras se arrodilla, Poco después, Dudley, quien veía a Knox como una herramienta política útil, le ofreció el obispado de Rochester. Knox se negó, y regresó a Newcastle. El 2 de febrero de 1553, Cranmer recibió la orden de nombrar a Knox vicario de la iglesia Allhallows en Londres, y lo colocó bajo la autoridad del obispo de Londres, Nicholas Ridley. Knox regresó a Londres para dar un sermón ante el Rey y la Corte durante la Cuaresma y nuevamente se negó a tomar el puesto asignado. Entonces le dijeron a Knox que predicara en Buckinghamshire y permaneció allí hasta la muerte de Edward el 6 de julio. La sucesora de Edward, Mary Tudor, restableció el catolicismo romano en Inglaterra y restauró la misa en todas las iglesias. Como el país ya no era seguro para los predicadores protestantes, Knox partió para el continente en enero de 1554 siguiendo el consejo de sus amigos.

### De Ginebra a Fráncfort y a Escocia 1554-1556
Knox desembarcó en Dieppe, Francia, y continuó a Ginebra, donde Calvino había establecido su ministerio pastoral. Cuando llegó Knox, Calvino estaba en una posición difícil. Recientemente, el concejo de Ginebra había ejecutado por herejía al erudito Miguel Servet. Knox le hizo a Calvino cuatro preguntas políticas difíciles: si un menor podía gobernar por derecho divino, si una mujer podía gobernar y transferir la soberanía a su marido, si la gente debía obedecer a los gobernantes impíos o idólatras, y qué partido deberían seguir las personas piadosas si se resistían a un idólatra gobernante. Calvino dio respuestas cautelosas y lo remitió al reformador suizo Enrique Bullinger en Zúrich. Las respuestas de Bullinger fueron igualmente cautelosas, pero Knox ya había tomado una decisión. El 20 de julio de 1554 publicó un folleto en el que atacaba a María Tudor y a los obispos que la habían llevado al trono. También se metía con el Sacro Emperador, Carlos V, llamándolo "no menos enemigo de Cristo que Nerón".
Pero Knox se encontró con un conflicto a su llegada. El primer grupo de refugiados que había llegado a Fráncfort se suscribió a una liturgia reformada y usó una versión modificada del Libro de Oración Común. Sin embargo, los refugiados recién llegados, incluido Edmund Grindal, el futuro arzobispo de Canterbury, favorecían una aplicación más estricta del libro. Cuando Knox y su colega, William Whittingham, escribieron a Calvino para pedirle consejo, se les dijo que evitaran la discusión. Por lo tanto, Knox acordó una orden de servicio temporal basada en un compromiso entre las dos partes. Este delicado equilibrio se alteró cuando llegó otro grupo de refugiados que incluía a Richard Cox, uno de los principales autores del Libro de Oración Común. Cox llevó el folleto de Knox que atacaba al emperador a la atención de las autoridades de Fráncfort, quienes informaron a Knox que se fuera. Su salida de Fráncfort el 26 de marzo de 1555 marcó su última ruptura con la Iglesia de Inglaterra. Después de regresar a Ginebra, Knox fue elegido para ser ministro en un nuevo lugar de culto solicitado por Calvino. Mientras tanto, Elizabeth Bowes escribió a Knox pidiéndole que regresara a Margery en Escocia, lo que hizo a fines de agosto. A pesar de las dudas iniciales sobre el estado de la Reforma en Escocia, Knox descubrió que el país había cambiado significativamente desde que fuera detenido en 1547. Cuando recorrió varias partes de Escocia predicando las doctrinas reformadas y la liturgia, muchos de los presentes le dieron la bienvenida. La nobleza incluía dos futuros regentes de Escocia, el conde de Moray y el Conde de Mar. Aunque la reina regente, María de Guisa, no hizo ningún movimiento contra Knox, sus actividades causaron preocupación entre las autoridades de la Iglesia. Los obispos de Escocia lo vieron como una amenaza para su autoridad y lo convocaron a aparecer en Edimburgo el 15 de mayo de 1556. Fue acompañado al juicio por tantas personas influyentes que los obispos decidieron anular la audiencia. Knox era ahora libre de predicar abiertamente en Edimburgo. William Keith, el conde Mariscal, quedó impresionado e instó a Knox a que escribiera a la reina regente. La carta de Knox, inusualmente respetuosa, la instó a apoyar la Reforma y derrocar a la jerarquía de la Iglesia. La reina María tomó la carta como una broma y la ignoró.

### Regreso a Ginebra 1556-1559
Poco después de que Knox enviara la carta a la reina regente, anunció repentinamente que sentía que su deber era regresar a Ginebra. El 1 de noviembre de 1555, la congregación de Ginebra había elegido a Knox como su ministro y él decidió aceptar el cargo. Escribió una carta final de consejo a sus partidarios y se fue de Escocia con su esposa y su suegra, llegando a Ginebra el 13 de septiembre de 1556. 
Knox llevó una vida ajetreada en Ginebra. Predicaba tres sermones por semana, cada uno de los cuales duraba más de dos horas. Los cultos seguían una liturgia derivada de Knox y otros ministros de las “Formes des Prières Ecclésiastiques” de Calvino. La iglesia en la que predicaba, Notre Dame la Neuve, ahora conocida como el auditorio de Calvino, había sido cedida por las autoridades municipales, a solicitud de Calvino,  para el uso de las congregaciones inglesa e italiana. Los dos hijos de Knox, Nathaniel y Eleazar, nacieron en Ginebra, con Whittingham y Myles Coverdale como sus respectivos padrinos. En el verano de 1558, Knox publicó su folleto más conocido, la primera explosión de la trompeta contra el monstruoso regimiento de mujeres. Al llamar "régimen" o regla de las mujeres "monstruosa", quería decir que era "antinatural". Knox afirma que su propósito era demostrar "cuán abominable ante Dios es el Imperio o la Regla de una mujer malvada, sí, de una traidora y un bastardo". Las gobernantes que Knox tenía en mente eran la reina María I de Inglaterra y María de Guisa, la reina viuda de Escocia y regente en nombre de su hija, María, la reina de Escocia. Esta posición bíblica no era inusual en los días de Knox; sin embargo, incluso él sabía que el panfleto era peligrosamente sedicioso. Por lo tanto, lo publicó anónimamente y no se lo dijo a Calvino, ante quien negó conocerlo ―hasta un año después de su publicación— que lo había escrito. En Inglaterra, el panfleto fue condenado oficialmente por la proclamación real. El impacto del documento se complicó más tarde ese año, cuando Isabel Tudor se convirtió en reina de Inglaterra. Aunque Knox no había apuntado a Isabel, la había ofendido profundamente, y ella nunca se lo perdonó. Con un protestante en el trono, los refugiados ingleses en Ginebra se prepararon para regresar a casa. El propio Knox decidió volver a Escocia. Antes de su partida, se le otorgaron diversos honores, incluida la libertad de la ciudad de Ginebra. Knox se fue en enero de 1559, pero no llegó a Escocia hasta el 2 de mayo de 1559 debido a la negativa de Isabel a darle un pasaporte para cruzar Inglaterra.

### Revolución y fin de la regencia 1559-1560
Dos días después de que Knox llegara a Edimburgo, se dirigió a Dundee, donde se había reunido un gran número de simpatizantes protestantes. Knox fue declarado fuera de la ley, y la reina regente convocó a los protestantes a Stirling. Ante la posibilidad de un juicio sumario y ejecución, los protestantes se fueron en cambio a Perth, una ciudad amurallada que podría defenderse en caso de un asedio. En la iglesia de San Juan Bautista dio Knox un sermón ardiente y un pequeño incidente dio lugar a un motín. Una muchedumbre entró en la iglesia y la destruyó pronto. Luego atacó a dos frailes en la ciudad, saqueando las imágenes de oro y plata y rompiéndolas. María de Guisa reunió a los nobles leales a ella y a un pequeño ejército francés. Envió al conde de Argyll y al lord Moray a ofrecer negociaciones y evitar una guerra. Les prometió que no enviaría tropas francesas a Perth si los protestantes evacuaban la ciudad. Los protestantes estuvieron de acuerdo, pero cuando la reina regente entró en Perth, ella se quedó con soldados escoceses en lugar de franceses. Lord Argyll y Lord Moray consideraron que esto era una traición. Ambos cambiaron de bando y se unieron a Knox, que ahora se hallaba en St. Andrews. El regreso de Knox a St. Andrews cumplió la profecía que hizo en las galeras de que un día predicaría nuevamente en su iglesia. Cuando dio un sermón, el efecto fue el mismo que en Perth. La gente se dedicaba al vandalismo y al saqueo.
Con los refuerzos protestantes que llegaban de los condados vecinos, la reina regente se retiró a Dunbar. La furia de las masas se había extendido por el centro de Escocia. Sus propias tropas estaban a punto de amotinarse. El 30 de junio, los Lores protestantes de la Congregación ocuparon Edimburgo, aunque solo pudieron mantenerla durante un mes. Pero incluso antes de su llegada, la plebe ya había despedido a las iglesias y los frailes. El 1 de julio, Knox predicó desde el púlpito de St. Giles, el más influyente de la capital. Los Lores de la Congregación negociaron su retirada de Edimburgo por los Artículos de Leith firmados el 25 de julio de 1559, y María de Guisa prometió libertad de conciencia. Knox sabía que la reina regente pediría ayuda a Francia, así que negoció por carta con el nombre falso de John Sinclair con William Cecil, el asesor principal de Isabel I de Inglaterra, para obtener apoyo inglés. Knox se fue secretamente en barco a Lindisfarne en la costa nororiental de Inglaterra, a fines de julio, para encontrarse con James Croft y Sir Henry Percy en Berwick upon Tweed. Knox era indiscreto y las noticias de su misión llegaron pronto a María de Guisa. Volvió a Edimburgo y le dijo a Croft que tenía que regresar a su rebaño, sugiriendo que Henry Balnaves debería ir con Cecil. Cuando las tropas francesas de refuerzo llegaron a Leith, el puerto marítimo de Edimburgo, los protestantes respondieron retomando Edimburgo. Esta vez, el 24 de octubre de 1559, la nobleza escocesa depuso formalmente a María de Guisa de la regencia. Su secretario, William Maitland de Lethington, desertó al lado protestante, trayendo sus habilidades administrativas. A partir de entonces, Maitland asumió las tareas políticas, liberando a Knox para el papel de líder religioso. En la etapa final de la revolución, Maitland apeló al patriotismo escocés para luchar contra la dominación francesa. Tras el Tratado de Berwick, llegó por fin el apoyo de Inglaterra y, a finales de marzo, un importante ejército inglés se unió a las fuerzas protestantes escocesas. La muerte repentina de María de Guisa en el castillo de Edimburgo el 10 de junio de 1560 allanó el camino para poner fin a las hostilidades, la firma del Tratado de Edimburgo y la retirada de las tropas francesas e inglesas de Escocia. El 19 de julio, Knox celebró un culto nacional de acción de gracias en St. Giles.

### Reforma en Escocia 1560-1561
El 1 de agosto, el Parlamento escocés se reunió para resolver cuestiones religiosas. Knox y otros cinco pastores fueron llamados a redactar una nueva confesión de fe. En el plazo de cuatro días, la Confesión Escocesa fue presentada al Parlamento, votada y aprobada. Una semana después, el Parlamento aprobó tres leyes en un día: la primera abolía la jurisdicción del Papa en Escocia, la segunda condenaba todas las doctrinas y prácticas contrarias a la fe reformada, y la tercera prohibía la celebración de la misa en Escocia. Antes de la disolución del Parlamento, a Knox y a los otros pastores se les encomendó la tarea de organizar la iglesia recientemente reformada o la Kirk. Trabajaron durante varios meses en el Libro de Disciplina, el documento que describe la organización de la nueva iglesia. Durante este período, en diciembre de 1560, murió la esposa de Knox, Margery, dejando a Knox para cuidar a sus dos hijos, de tres años y medio y dos años. Juan Calvino, que había perdido a su propia esposa en 1549, le escribió una carta de pésame. El parlamento volvió a reunirse el 15 de enero de 1561 para deliberar sobre el Libro de Disciplina. La Kirk se iba a realizar según bases democráticas. Cada congregación era libre de elegir o rechazar a su propio pastor, pero una vez que fuera elegido, no podía ser despedido. Cada parroquia debía ser autosuficiente en la medida de lo posible. Los obispos fueron reemplazados por diez a doce "superintendentes". El plan incluía un sistema de educación nacional basado en la universalidad como principio fundamental. Ciertos ámbitos de la ley fueron colocados bajo la autoridad eclesiástica. Sin embargo, el Parlamento no aprobó el plan, principalmente por razones de financiación. La Kirk iba a ser financiada con el patrimonio de la Iglesia católica en Escocia. Gran parte de esta estaba ahora en manos de los nobles, quienes se mostraron reacios a renunciar a sus posesiones. La decisión final sobre el plan se retrasó por el inminente regreso de María, la reina de Escocia.

### Knox y la reina María 1561-1564
El 19 de agosto de 1561, los cañones dispararon en Leith para anunciar la llegada de la Reina María a Escocia. Cuando asistió a la misa celebrada en la capilla real del Palacio de Holyrood cinco días después, esto provocó un tumulto en el que uno de sus sirvientes recibió empujones. Al día siguiente, hizo una proclamación de que no habría cambios en el estado actual de la religión y que sus sirvientes no deberían ser molestados. Muchos nobles lo aceptaron, pero no Knox. El domingo siguiente, protestó desde el púlpito de St. Giles. Como resultado, apenas dos semanas después de haber regresado, María convocó a Knox y le acusó de incitar a una rebelión contra su madre y de escribir un libro contra su propia autoridad. Knox respondió que, mientras sus súbditos consideraran que su gobierno era conveniente, él estaba dispuesto a aceptar su gobierno, y señaló que el Apóstol Pablo había estado dispuesto a vivir bajo el gobierno de Nerón. María sabía, sin embargo, que él había escrito contra el principio del propio gobierno femenino. Él contestó que no debía preocuparse por lo que nunca le había hecho daño. Cuando María le preguntó si los súbditos tenían derecho a oponerse a su gobernante, él respondió que si los monarcas se excedían de los límites legales, podrían ofrecerles resistencia, incluso por la fuerza.
El 13 de diciembre de 1562, María volvió a llamar a Knox después de que pronunciara un sermón en el que denunciaba ciertas celebraciones que Knox había interpretado como burlonas a costa de la Reforma. Le acusó a Knox de que hablaba irreverentemente de la Reina para que pareciera despreciable a sus súbditos. Después de que Knox le diera una explicación del sermón, María declaró que no culpaba a Knox por las diferencias de opinión y le pidió que en el futuro acudiera directamente a ella si se enteraba de algo que no le gustaba. A pesar de su gesto amistoso, Knox le afirmó que él continuaría expresando sus convicciones en los sermones y no la esperaría. Durante la Pascua de 1563, algunos sacerdotes de Ayrshire celebraron la misa, desafiando así la ley. Algunos protestantes intentaron hacer cumplir la ley ellos mismos deteniendo a estos sacerdotes. Por esto María le convocó a Knox por tercera vez y le pidió que usara su influencia para promover la tolerancia religiosa. Él defendió sus acciones y notó que ella estaba obligada a respetar las leyes y, si no lo hacía, otros lo harían. María dio una sorpresa a Knox al aceptar que los sacerdotes serían llevados ante la justicia.
El último encuentro de Knox con María se debió a un incidente en Holyrood. Mientras María estaba ausente de Edimburgo en el verano de 1563, una multitud se abrió camino hacia su capilla privada mientras se celebraba la misa. Durante el altercado, la vida del sacerdote estuvo en peligro. Como resultado, dos de los cabecillas, burgueses de Edimburgo, iban a ser juzgados el 24 de octubre de 1563. Para defender a estos hombres, Knox envió cartas llamando a los nobles para que se reunieran. María se hizo con una de estas cartas y consultó a sus asesores si esto no era un acto de traición. Stewart y Maitland, queriendo mantener buenas relaciones tanto con la Kirk como con la Reina, le pidieron a Knox que admitiera que estaba equivocado y que resolviera el asunto en silencio. Knox se negó y se defendió frente a María y al Consejo Privado, argumentando que había convocado una asamblea legal, no ilegal, como parte de sus deberes como ministro de la Kirk. Después de que se marchara, los concejales votaron por no acusarlo de traición.

### Días finales en Edimburgo 1564-1572
El 26 de marzo de 1564, Knox reanudó la controversia al casarse con Margaret Stewart, hija de un viejo amigo, Andrew Stewart, 2.º Lord Ochiltree, miembro de la familia Stuart y un pariente lejano de la Reina, María Stuart. El matrimonio era inusual porque él era un viudo de cincuenta años, mientras que la novia solo tenía diecisiete años. Se conocen muy pocos detalles de su vida doméstica. Tuvieron tres hijas, Marta, Margarita e Isabel. Cuando la Asamblea General se reunió en junio de 1564, estalló una discusión entre Knox y Maitland sobre la autoridad del gobierno civil. Maitland le dijo a Knox que se abstuviera de provocar emociones debido a la insistencia de María en celebrar una misa y citó a Martín Lutero y Juan Calvino sobre la obediencia a los gobernantes terrenales. Knox replicó que la Biblia señala que Israel fue castigado cuando siguió a un rey infiel y que los reformadores continentales estaban refutando los argumentos hechos por los anabaptistas que rechazaban todas las formas de gobierno. El debate reveló su influencia menguante en los acontecimientos políticos, mientras que la nobleza continuaba apoyando a María. El 29 de julio de 1565, cuando María se casó con Henry Stuart, Lord Darnley, algunos de los nobles protestantes, entre ellos James Stewart, primer conde de Moray, se alzaron en rebeldía. Knox reveló su propia objeción mientras predicaba en presencia del nuevo Rey consorte el 19 de agosto de 1565. Hizo alusiones pasivas a los gobernantes impíos que hicieron que Darnley se marchara. Knox fue convocado y se le prohibió predicar mientras el tribunal estaba en Edimburgo.
El 9 de marzo de 1566, el secretario de María, David Rizzio, fue asesinado por conspiradores leales a Darnley. María se escapó de Edimburgo a Dunbar y el 18 de marzo regresó con una fuerza formidable. Knox huyó a Kyle en Ayrshire, donde completó la mayor parte de su obra magna, Historia de la Reforma en Escocia. Al regresar  a Edimburgo, encontró a los nobles protestantes divididos sobre qué hacer con María. Lord Darnley había sido asesinado y la reina casi de inmediato se casó con el principal sospechoso, el conde de Bothwell. La acusación de asesinato por lo tanto sobre ella, se había visto obligada a abdicar y fue encarcelada en el castillo de Lochleven. Lord Moray se había convertido en regente del rey Jacobo VI. Otros viejos amigos de Knox, Lord Argyll y William Kirkcaldy, estuvieron junto a María. El 29 de julio de 1567, Knox predicó el sermón de coronación de Jacobo VI en la iglesia de Stirling. Durante este período Knox tronó contra ella en sus sermones, incluso hasta el punto de pedir su muerte. Sin embargo, la reina pudo escapar el 2 de mayo de 1568. La lucha en Escocia continuó como una guerra civil. Lord Moray fue asesinado el 23 de enero de 1570. El regente que lo sucedió, el conde de Lennox, también fue víctima de violencia. El 30 de abril de 1571, el controlador del Castillo de Edimburgo, Kirkcaldy de Grange, ordenó a todos los enemigos de la Reina que abandonaran la ciudad. Pero para Knox, su antiguo amigo y compañero de cocina, hizo una excepción. Si Knox no se iba, podría quedarse en Edimburgo, pero solo si permanecía cautivo en el castillo. Knox optó por irse, y el 5 de mayo partió hacia St Andrews. Continuó predicando, habló a los estudiantes y trabajó en su Historia. A finales de julio de 1572, luego de una tregua, regresó a Edimburgo. Aunque en ese momento era extremadamente débil y su voz débil, continuó predicando en St Giles. Después de inducir a su sucesor, Lawson de Aberdeen, como ministro de St Giles el 9 de noviembre, Knox regresó a su casa por última vez. Con sus amigos y algunos de los mejores nobles escoceses que lo rodeaban, pidió que se leyera la Biblia en voz alta. En su último día, el 24 de noviembre de 1572, su joven esposa leyó la primera carta de Pablo a los corintios. Un testimonio de Knox fue pronunciado en su tumba en el cementerio de St Giles por James Douglas, IV conde de Morton y recién elegido regente de Escocia: "Aquí está uno que nunca temió a ninguna carne". Después de la destrucción del cementerio en 1633, no se puede establecer el lugar preciso de la tumba de Knox.

## Principales obras
- An Epistle to the Congregation of the Castle of St Andrews; with a Brief Summary of Balnaves on Justification by Faith (1548)
- A Vindication of the Doctrine that the Sacrifice of the Mass is Idolatry (1550)
- A Godly Letter of Warning or Admonition to the Faithful in London, Newcastle, and Berwick (1554)
- Certain Questions Concerning Obedience to Lawful Magistrates with Answers by Henry Bullinger (1554)
- A Faithful Admonition to the Professors of God’s Truth in England (1554)
- A Narrative of Proceedings and Troubles of the English Congregation at Frankfurt on the Maine (1554–1558)
- A Letter to the Queen Dowager, Regent of Scotland (1556)
- A Letter of Wholesome Counsel Addressed to his Brethren in Scotland (1556)
- The Form of Prayers and Ministration of the Sacraments Used in the English Congregation at Geneva (1556)
- The First Blast of the Trumpet Against the Monstrous Regiment of Women (1558)
- A Letter to the Queen Dowager, Regent of Scotland: Augmented and Explained by the Author (1558)
- The Appellation from the Sentence Pronounced by the Bishops and Clergy: Addressed to the Nobility and Estates of Scotland (1558)
- A Letter Addressed to the Commonalty of Scotland (1558)
- On Predestination in Answer to the Cavillations by an Anabaptist (1560)
- The History of the Reformation in Scotland (1586–1587)